# Liturgischer Archäologismus
Mit Liturgischem Archäologismus benannte Papst Pius XII. in seiner Enzyklika Mediator Dei im November 1947 einen der Irrtümer bezüglich der Liturgie der römisch-katholischen Kirche.
Mit dem Begriff ist gemeint, in den gottesdienstlichen Riten „nur den reinen Ursprung am Anfang gelten [zu] lassen“ und spätere Weiterentwicklungen ausschließlich daran zu messen. Kardinal Walter Kasper zitiert Papst Johannes XXIII.: „Die Liturgie ist kein Museum, sondern wie ein Dorfbrunnen, aus dem frisches Wasser sprudelt.“
Papst Pius XII. wehrte einseitig nach rückwärts gerichtete Maßstäbe ab und bejahte ausdrücklich die Bedeutung fortwährender Erneuerung der Liturgie in der Kirche unter Führung des Heiligen Geistes:

„Ganz gewiss, die Liturgie der alten Zeit ist zweifelsohne verehrungswürdig. Aber ein alter Brauch ist nicht allein schon deshalb, weil er Altertum ausstrahlt, in sich oder für spätere Zeiten und neue Verhältnisse als geeigneter und besser zu betrachten. Auch die neueren liturgischen Riten sind ehrfürchtiger Beobachtung würdig, weil sie unter Eingebung des Heiligen Geistes entstanden sind, der immerdar der Kirche beisteht bis zur Vollendung der Zeiten; und auch sie sind gleichberechtigte Werte, mit deren Hilfe die ruhmreiche Braut Christi die Menschen zur Heiligkeit anspornt und zur Vollkommenheit führt.
Mit Geist und Herz zu den Quellen der heiligen Liturgie zurückzukehren, ist sicher weise und sehr lobenswert, da das Studium dieses Wissenszweiges durch Zurückgreifen auf dessen Anfänge nicht wenig dazu beiträgt, die Bedeutung der Feste und den Sinn der verwendeten heiligen Texte und Zeremonien tiefer und genauer zu erforschen; dagegen ist es nicht weise und nicht lobenswert, alles um jeden Preis auf das Altertum zurückzuführen.“

Die Arbeit der Historiker insgesamt wird in der Enzyklika gelobt. Der Papst schreibt:

„Die segensreichen Früchte dieses eifrigen Bemühens [sc. Wetteifer auf dem Gebiet der liturgischen Studien] konnte man auf dem Gebiet der theologischen Wissenschaften wahrnehmen, wo die liturgischen Riten der abend- und morgenländischen Kirche erschöpfender und tiefer durchforscht und erfasst wurden, wie auch im geistlichen und privaten Leben vieler Christen.“

Die liturgiegeschichtliche Forschung seit dem 17. Jahrhundert spielte eine wichtige Rolle in der Kirche, die der Liturgiewissenschaftler Aimé-Georges Martimort (1911–2000) so kennzeichnet: 

„Sie verhalf Klerus und Gläubigen dazu, den Wert und Reichtum der Liturgie, ihre Bedeutung in der Überlieferung der Kirche, den wahren Sinn der Riten und Gebete, die Unterscheidung zwischen Wesentlichem und Unwesentlichem und die Einheit und Mannigfaltigkeit des kirchlichen Erbgutes wiederzuentdecken. […] Der Ursprung der Riten erklärt deren wahren Sinn, hilft zur Bestimmung ihrer größeren oder geringeren Bedeutung und lehrt entweder ihre Überzeitlichkeit schätzen oder ihre Abhängigkeit von kulturellen Faktoren erkennen.“

 Wichtig ist dabei, so Martimort, dass „die Erforschung des äußeren und sichtbaren Verlaufes der Riten“ nicht genüge: „Der Historiker muss auch versuchen, die innere Haltung zu entdecken, mit der jeweils die Riten von Klerus und Gläubigen gelebt wurden.“
Zum Begriff Liturgischer Archäologismus in Kontrast steht das Ideal der „Altehrwürdigen Norm der Väter“ (pristina sanctorum patrum norma) als Maßstab für Traditionsgemäßheit des liturgischen Handelns der Kirche, das von Papst Pius V. 1570 formuliert und vom Zweiten Vatikanischen Konzil in seiner Liturgiekonstitution Sacrosanctum Concilium (Nr. 50) aufgenommen wurde.